# Thônex
Thônex je město na jihozápadě Švýcarska, v kantonu Ženeva. Žije zde přibližně 14 tisíc obyvatel.

## Geografie
Thônex se nachází jihovýchodně od Ženevy na hranici s Francií, kterou zde tvoří řeka Foron. Na jihu zasahuje katastr města až k řece Arve. V Thônex končí dálnice A411, odbočka francouzské dálnice A40 z Aix-les-Bains (A41) a dalších míst.
Sousedními obcemi jsou Puplinge, Choulex, Vandœuvres, Chêne-Bourg, Chêne-Bougeries a Veyrier (všechny ve Švýcarsku) a také Ambilly a Gaillard ve Francii.

## Historie
První zmínka pochází z roku 1225 pod názvem Tonnay. Od druhé poloviny 14. století byl Thônex součástí savojského panství Gaillard. V roce 1536 si region podmanil Bern a teprve v roce 1567 se vrátil Savojsku. Od roku 1615 do roku 1792 patřil Thônex pod pravomoc hraběte z Rossillonu. V 18. století vytvořil Thônex spolu s Villette a Fossardem sdružení Trois-villages, jehož komunální záležitosti spravovala farní rada. Po připojení k Francii vznikla v roce 1792 obec Chêne-Thônex, která byla Turínskou smlouvou v roce 1816 s výjimkou levobřežních oblastí Foronu přidělena Ženevě. V roce 1869 byla rozdělena na dvě části, Chêne-Bourg a Thônex, kvůli politickým a náboženským neshodám během Kulturkampfu.
Ve středověku patřila vesnice Thônex ke stejnojmenné velké farnosti, k níž patřila vesnice Chêne, trhové městečko Gaillard a vesnice Vallard a Vernaz. Základy kaple Saint-Nicolas, poprvé zmiňované v roce 1412, zůstaly neodhaleny. Kostel Saint-Pierre byl postaven v 10. století a později několikrát rozšířen; v roce 1707 byl přestavěn. Přestože v roce 1536 byla zavedena reformace, farnost se po navrácení Savojsku vrátila ke katolictví. Od 16. století vlastnilo mnoho Ženevanů pozemky v Thônex, které byly dobře zavlažovány třemi řekami, jež se často vylévaly z břehů, a byly zde četné louky a močály. Intenzivní tranzitní doprava, která začala již v 18. století, napomohla růstu vesnice Moillesulaz a jejímu rozvoji ve vesnici podél hlavní silnice. V roce 1900 byla otevřena psychiatrická léčebna Bel-Air. Později byla přidružena k ženevské univerzitní nemocnici (kliniky Bellé-Idée, Chêne-Bourg a Thônex). Od druhé světové války se Thônex rozvíjí jako rezidenční předměstí Ženevy.

## Obyvatelstvo
| Rok            | 1443 | 1550 | 1698 | 1768 | 1801 | 1870 | 1900 | 1950 | 2000   | 2010   | 2012   | 2014   | 2017   |
| Počet obyvatel | 180  | 80   | 110  | 230  | 700  | 532  | 1051 | 1953 | 12 141 | 13 564 | 13 587 | 13 971 | 14 064 |

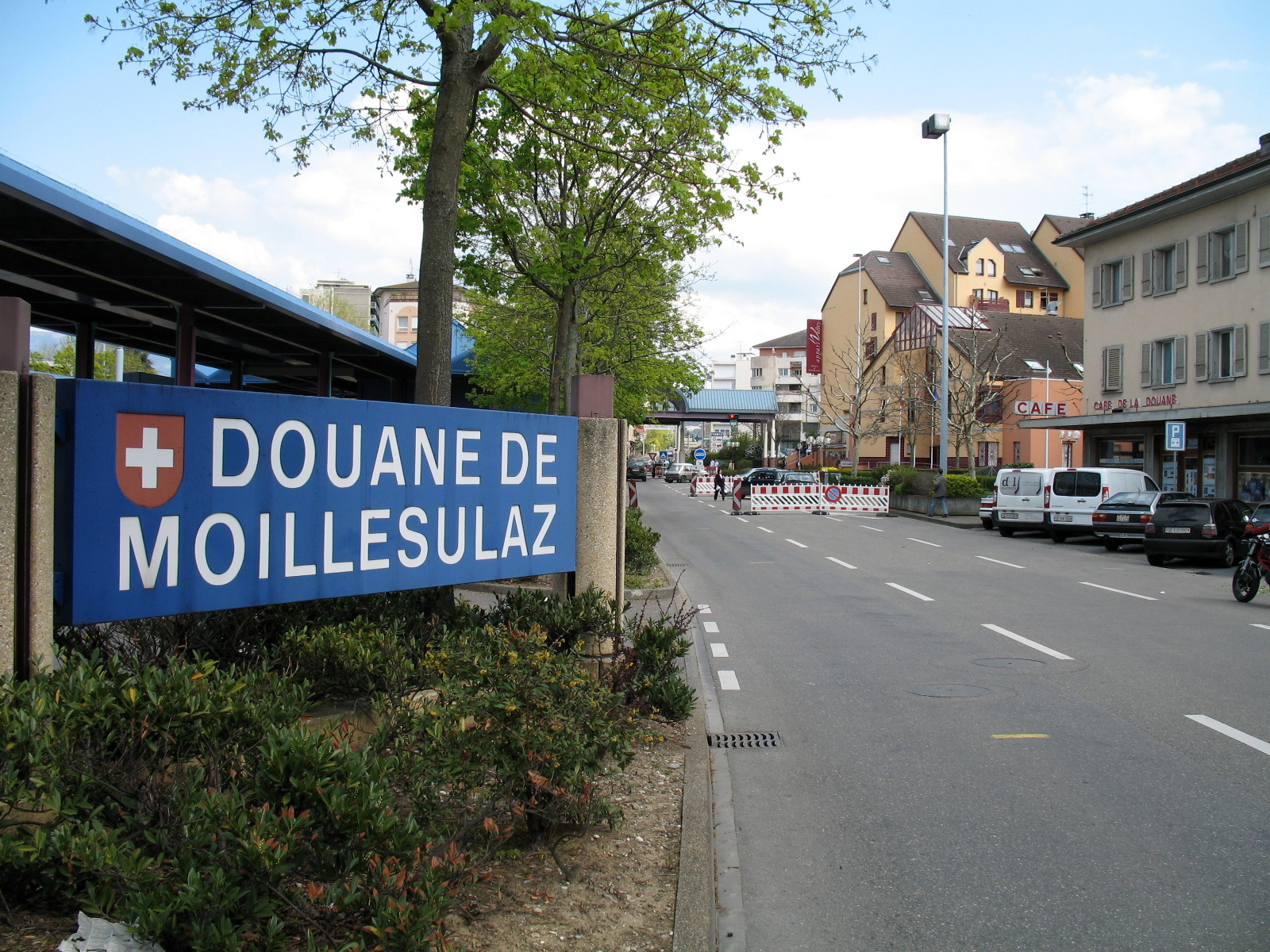
Celnice v Moillesulaz

Většina obyvatel (k roku 2000) hovoří francouzsky (9626, tj. 79,3 %), druhá nejčastější je němčina (483, tj. 4,0 %) a třetí portugalština (474, tj. 3,9 %).

## Hospodářství
V Thônex se nachází továrna na hodinky Rolex a továrna na tužky a pastelky Caran d’Ache. Obě továrny produkují a distribuují své výrobky do celého světa.

## Doprava

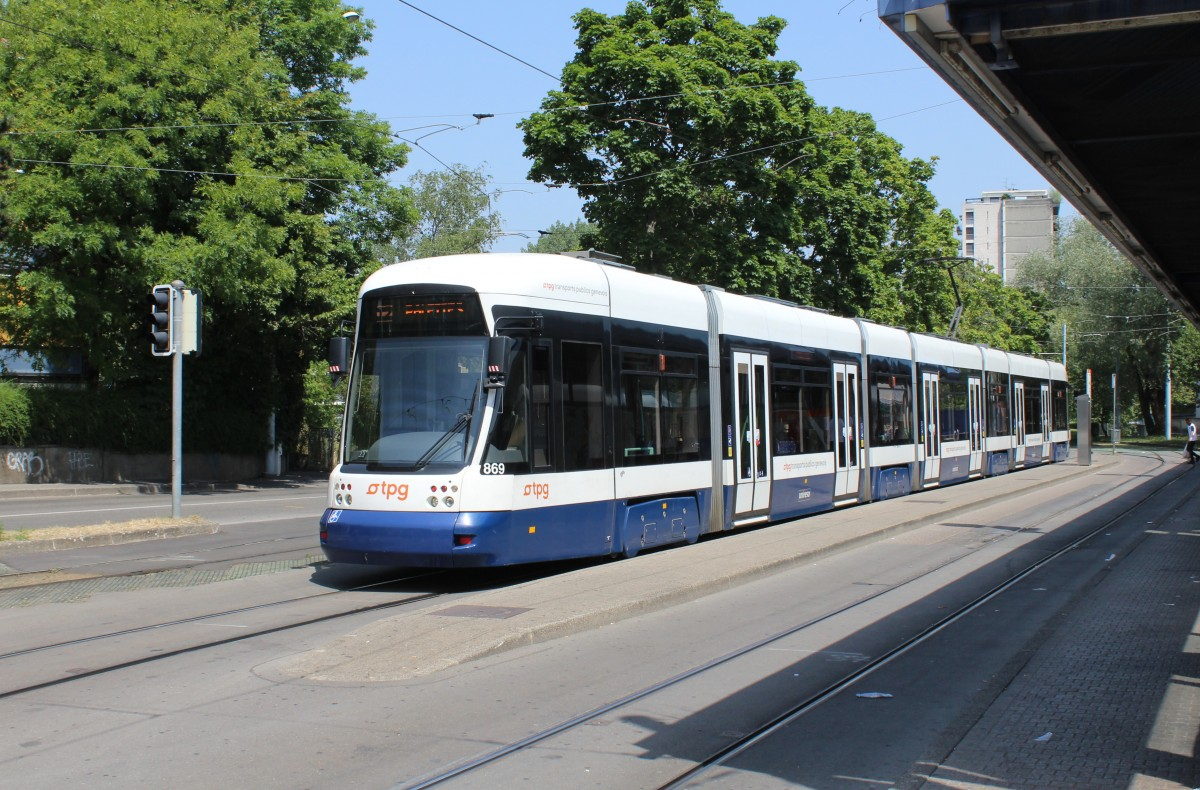
Souprava ženevské tramvaje v Moillesulaz

Veřejnou dopravu ve městě zajišťují tramvajové a autobusové linky, které provozuje ženevský dopravní podnik Transports publics genevois (TPG). Ty spojují město také se Ženevou a francouzským Annemasse. Na území města se nenachází žádná železniční stanice; jeho katastrem však prochází zahloubený úsek trati ze Ženevy do Annemasse. Nejbližší železniční stanice se nachází v nedalekém Chêne-Bourg; je obsluhována mezistátními osobními vlaky v pravidelném intervalu.